# 托卡列夫M1927衝鋒槍
托卡列夫1927型衝鋒槍（英語：Tokarev Model 1927） 是蘇聯在費多·華夫列維奇·托卡列夫主導下開發的實驗性槍枝，作為蘇聯在軍備方面自給自足計劃的一部分。 這是一款反衝作用武器，發射7.62毫米托卡列夫手槍彈，最初打算使用左輪手槍子彈。

## 設計細節
托卡列夫1927型衝鋒槍是一個反衝武器，能夠切換射擊模式，透過使用兩個扳機來實現。 後扳機為半自動射擊，而前扳機為全自動射擊。 槍托有一個儲存空間，可以額外存放一個彈匣。 透過翻起接收器上的兩個窺視孔瞄具之一進行調整可瞄準100-200米。 托卡列夫還設計過卡賓版原型槍，儘管使用了相同的子彈，但它只有一個扳機，槍管稍長，瞄具可調節，可調節機瞄可瞄準800米，可以在聖彼得堡的炮兵博物館見到該原型槍。

## 流行文化

### 電子遊戲
- 2021年—《應徵入伍》：作為蘇聯付費武器解鎖。